# 福尔芒河畔阿尔斯
福尔芒河畔阿尔斯（法語：Ars-sur-Formans），是法国东部安省的一个市镇。面积 5.5平方公里，人口1102，人口密度200.36人／平方公里（1999年）。

## 人口
福尔芒河畔阿尔斯人口变化图示
| 数据来源：INSEE |